# Delomys dorsalis
Delomys dorsalis (Hensel, 1873) è un roditore della famiglia dei Cricetidi diffuso nell'America meridionale.

## Descrizione

### Dimensioni
Roditore di piccole dimensioni, con la lunghezza della testa e del corpo tra 117 e 135 mm, la lunghezza della coda tra 100 e 145 mm, la lunghezza del piede tra 28 e 32 mm, la lunghezza delle orecchie tra 16 e 20 mm e un peso fino a 75 g.

### Aspetto
La pelliccia è lunga, molto soffice e densa. Le parti dorsali variano dal marrone scuro al grigio-brunastro spesso con una striscia dorsale scura poco pronunciata che si estende dalla nuca fino alla base della coda, mentre le parti ventrali sono biancastre o grigie chiare con la base dei peli grigia. Le vibrisse sono lunghe. Il dorso dei piedi è ricoperto di peli giallo-brunastri con la base scura. La coda è leggermente più lunga della testa e del corpo ed è più chiara sotto verso la base. Le femmine hanno un paio di mammelle ascellari, un paio addominale e un paio inguinale. Le popolazioni più meridionali esibiscono un paio di mammelle pettorali addizionali. Il cariotipo è 2n=82 FN=80.

## Biologia

### Comportamento
È una specie principalmente terricola e notturna, sebbene sia una buona arrampicatrice e stagionalmente vive prevalentemente nella volta forestale.

### Alimentazione
Si nutre di frutta, semi ma anche di invertebrati e funghi.

### Riproduzione
Si riproduce in qualsiasi periodo dell'anno e danno alla luce 2-5 piccoli alla volta dopo una gestazione di 21-22 giorni.

## Distribuzione e habitat
Questa specie è diffuso negli stati brasiliani sud-orientali di Minas Gerais, Espírito Santo, Paraná, Rio de Janeiro, San Paolo e Rio Grande do Sul e nella provincia argentina nord-orientale di Misiones.
Vive nelle foreste atlantiche fino a 2.700 metri di altitudine.

## Conservazione
La IUCN Red List, considerato il vasto areale, la popolazione presumibilmente numerosa, classifica D.dorsalis come specie a rischio minimo (Least Concern).